# Општина Акамбаро (Гванахуато)
Акамбаро (шп. Acámbaro) општина је у Мексику у савезној држави Гванахуато. Општина се налази на надморској висини од 1880 м.

## Становништво
Према подацима из 2010. у општини је живело 109030 становника.

### Хронологија
| Година       | 2000                   | 2005                   | 2010                   |
| ------------ | ---------------------- | ---------------------- | ---------------------- |
| Становништво | 110718 (51939 / 58779) | 101762 (47238 / 54524) | 109030 (51803 / 57227) |

### Попис
| \| \| м \| \| \| ж \| \| 0—2 \| 2.819 \| \| \| 2.806 \| \| 3—5 \| 3.072 \| \| \| 2.867 \| \| 6—11 \| 6.354 \| \| \| 6.216 \| \| 12—14 \| 3.212 \| \| \| 3.202 \| \| 15—17 \| 3.307 \| \| \| 3.242 \| \| 18—24 \| 6.197 \| \| \| 6.917 \| \| 60+ \| 6.901 \| \| \| 7.731 \| \| Просек : \| 29,8 \| \| \| 31,2 \| |       |  |  |       |
| |       |  |  |       |
| | м     |  |  | ж     |
| 0—2 | 2.819 |  |  | 2.806 |
| 3—5 | 3.072 |  |  | 2.867 |
| 6—11 | 6.354 |  |  | 6.216 |
| 12—14 | 3.212 |  |  | 3.202 |
| 15—17 | 3.307 |  |  | 3.242 |
| 18—24 | 6.197 |  |  | 6.917 |
| 60+ | 6.901 |  |  | 7.731 |
| Просек : | 29,8  |  |  | 31,2  |

| #   | Индикатор                                                                                        | Вредност |
| --- | ------------------------------------------------------------------------------------------------ | -------- |
| 1   | Становништво од 0 до 2 године                                                                    | 5625     |
| 2   | Мушко становништво од 0 до 2 године                                                              | 2819     |
| 3   | Женско становништво од 0 до 2 године                                                             | 2806     |
| 4   | Становништво са 3 и више година                                                                  | 102851   |
| 5   | Мушко становништво са 3 и више година                                                            | 48711    |
| 6   | Женско становништво са 3 и више година                                                           | 54140    |
| 7   | Становништво са 5 и више година                                                                  | 98917    |
| 8   | Мушко становништво са 5 и више година                                                            | 46684    |
| 9   | Женско становништво са 5 и више година                                                           | 52233    |
| 10  | Становништво са 12 и више година                                                                 | 84342    |
| 11  | Мушко становништво са 12 и више година                                                           | 39285    |
| 12  | Женско становништво са 12 и више година                                                          | 45057    |
| 13  | Становништво са 15 и више година                                                                 | 77928    |
| 14  | Мушко становништво са 15 и више година                                                           | 36073    |
| 15  | Женско становништво са 15 и више година                                                          | 41855    |
| 16  | Становништво са 18 и више година                                                                 | 71379    |
| 17  | Мушко становништво са 18 и више година                                                           | 32766    |
| 18  | Женско становништво са 18 и више година                                                          | 38613    |
| 19  | Становништво од 3 до 5 година                                                                    | 5939     |
| 20  | Мушко становништво од 3 до 5 година                                                              | 3072     |
| 21  | Женско становништво од 3 до 5 година                                                             | 2867     |
| 22  | Становништво од 6 до 11 година                                                                   | 12570    |
| 23  | Мушко становништво од 6 до 11 година                                                             | 6354     |
| 24  | Женско становништво од 6 до 11 година                                                            | 6216     |
| 25  | Становништво од 8 до 14 година                                                                   | 14890    |
| 26  | Мушко становништво од 8 до 14 година                                                             | 7480     |
| 27  | Женско становништво од 8 до 14 година                                                            | 7410     |
| 28  | Становништво од 12 до 14 година                                                                  | 6414     |
| 29  | Мушко становништво од 12 до 14 година                                                            | 3212     |
| 30  | Женско становништво од 12 до 14 година                                                           | 3202     |
| 31  | Становништво од 15 до 17 година                                                                  | 6549     |
| 32  | Мушко становништво од 15 до 17 година                                                            | 3307     |
| 33  | Женско становништво од 15 до 17 година                                                           | 3242     |
| 34  | Становништво од 18 до 24 године                                                                  | 13114    |
| 35  | Мушко становништво од 18 до 24 године                                                            | 6197     |
| 36  | Женско становништво од 18 до 24 године                                                           | 6917     |
| 37  | Женско становништво од 15 до 49 година                                                           | 28985    |
| 38  | Становништво са 60 и више година                                                                 | 14632    |
| 39  | Мушко становништво са 60 и више година                                                           | 6901     |
| 40  | Женско становништво са 60 и више година                                                          | 7731     |
| 41  | Однос између мушкараца и жена                                                                    | 90.52    |
| 42  | Становништво од нуле до 14 година                                                                | 30548    |
| 43  | Становништво од 15 до 64 године                                                                  | 67053    |
| 44  | Становништво од 65 година и више                                                                 | 10875    |
| 45  | Просечан број деце                                                                               | 2.75     |
| 46  | Становништво рођено у ентитету                                                                   | 95294    |
| 47  | Мушко становништво рођено у ентитету                                                             | 45271    |
| 48  | Женско становништво рођено у ентитету                                                            | 50023    |
| 49  | Становништво рођено у другом ентитету                                                            | 11830    |
| 50  | Мушко становништво рођено у другом ентитету                                                      | 5587     |
| 51  | Женско становништво рођено у другом ентитету                                                     | 6243     |
| 52  | Становништво од 5 година и више резидентно у ентитету у јуну 2005. године                        | 94039    |
| 53  | Мушко становништво старосног доба од 5 година и више, резидентно у ентитету у јуну 2005. године  | 43667    |
| 54  | Женско становништво старосног доба од 5 и више година, резидентно у ентитету у јуну 2005. године | 50372    |
| 55  | Становништво од 5 година и више које је живело у другом ентитету у јуну 2005. године             | 1966     |
| 56  | Мушко становништво старије од 5 година које је живело у другом ентитету у јуну 2005. године      | 974      |
| 57  | Женско становништво старије од 5 година које је живело у другом ентитету у јуну 2005. године     | 992      |
| 58  | Становништво од 3 године и више које говори аутохтони језик                                      | 217      |
| 59  | Мушко становништво старо 3 године и више које говори аутохтони језик                             | 116      |
| 60  | Женско становништво старо 3 године и више које говори аутохтони језик                            | 101      |
| 61  | Становништво од 3 године и више које говори аутохтони језик и не говори шпански језик            | 0        |
| 62  | Мушко становништво старо 3 године и више које говори аутохтони језик и не говори шпански         | 0        |
| 63  | Женско становништво старо 3 године и више које говори аутохтони језик и не говори шпански језик  | 0        |
| 64  | Становништво старо 3 године и више које говори аутохтони језик и шпански                         | 111      |
| 65  | Мушко становништво старо 3 године и више које говори аутохтони језик и шпански                   | 70       |
| 66  | Женско становништво старо 3 године и више које говори аутохтони језик и шпански                  | 41       |
| 67  | Становништво од 5 година и више које говори аутохтони језик                                      | 214      |
| 68  | Становништво од 5 година и више које говори аутохтони језик и не говори шпански језик            | 0        |
| 69  | Становништво од 5 година и више које говори аутохтони језик и говори шпански језик               | 111      |
| 70  | Становништво у домородачким домаћинствима                                                        | 462      |
| 71  | Становништво са ограничењима у активностима                                                      | 6581     |
| 72  | Становништво са ограниченим ходањем или кретањем, горе или доле                                  | 4034     |
| 73  | Становници са ограничењима вида, чак и уз кориштење сочива                                       | 1764     |
| 74  | Становништво са ограничењима говора, комуникације или конверзације                               | 493      |
| 75  | Становништво са ограниченим слухом                                                               | 817      |
| 76  | Становништво са ограничењима при одевању, купању или јелу                                        | 330      |
| 77  | Становништво са ограничењима у опажању или учењу једноставних ствари                             | 288      |
| 78  | Становништво са менталним ограничењима                                                           | 565      |
| 79  | Становништво без ограничења активности                                                           | 101261   |
| 80  | Становништво од 3 до 5 година које не похађа школу                                               | 2747     |
| 81  | Мушко становништво од 3 до 5 година које не похађа школу                                         | 1429     |
| 82  | Женско становништво од 3 до 5 година које не похађа школу                                        | 1318     |
| 83  | Становништво од 6 до 11 година које не похађа школу                                              | 293      |
| 84  | Мушко становништво од 6 до 11 година које не похађа школу                                        | 164      |
| 85  | Женско становништво од 6 до 11 година које не похађа школу                                       | 129      |
| 86  | Становништво од 12 до 14 година које не похађа школу                                             | 555      |
| 87  | Мушко становништво од 12 до 14 година које не похађа школу                                       | 284      |
| 88  | Женско становништво од 12 до 14 година које не похађа школу                                      | 271      |
| 89  | Становништво од 15 до 17 година похађа школу                                                     | 4021     |
| 90  | Мушко становништво од 15 до 17 година похађа школу                                               | 1952     |
| 91  | Женско становништво између 15 и 17 година живота у школи                                         | 2069     |
| 92  | Становништво од 18 до 24 године похађа школу                                                     | 2766     |
| 93  | Мушко становништво од 18 до 24 године похађа школу                                               | 1333     |
| 94  | Женско становништво од 18 до 24 године похађа школу                                              | 1433     |
| 95  | Становништво од 8 до 14 година које не може да чита и пише                                       | 373      |
| 96  | Мушко становништво старосног доба од 8 до 14 година које не може да чита и пише                  | 222      |
| 97  | Женско становништво старосног доби од 8 до 14 година које не може да чита и пише                 | 151      |
| 98  | Становништво од 15 година и више које је неписмено                                               | 8436     |
| 99  | Мушко становништво од 15 година и више које је неписмено                                         | 3698     |
| 100 | Женско становништво од 15 година и више које је неписмено                                        | 4738     |
| 101 | Становништво старо 15 и више година без школовања                                                | 9801     |
| 102 | Мушко становништво старо 15 и више година без школовања                                          | 4679     |
| 103 | Женско становништво старо 15 и више година без школовања                                         | 5122     |
| 104 | Становништво старосног доба 15 и више година са непотпуним основним образовањем                  | 12510    |
| 105 | Мушко становништво старосног доба од 15 година и више са непотпуном основним образовањем         | 5545     |
| 106 | Женско становништво старосног доба 15 и више година са непотпуном основним образовањем           | 6965     |
| 107 | Становништво старо 15 и више година са комплетним основним образовањем                           | 15091    |
| 108 | Мушко становништво старо 15 година и више са комплетним основним образовањем                     | 7094     |
| 109 | Женско становништво старо 15 и више година са комплетним основним образовањем                    | 7997     |
| 110 | Становништво старосног доба 15 и више година са непотпуним средњим образовањем                   | 4217     |
| 111 | Мушко становништво старосног доба од 15 година и више са непотпуним средњим образовањем          | 2323     |
| 112 | Женско становништво старосног доба од 15 година и више са непотпуним средњим образовањем         | 1894     |
| 113 | Становништво старо 15 и више година са пуним секундарном образовањем                             | 17778    |
| 114 | Мушко становништво старосног доба од 15 година и више са пуним секундарном образовањем           | 8093     |
| 115 | Женско становништво старосног доба од 15 година и више са пуним секундарном образовањем          | 9685     |
| 116 | Становништво старије од 18 година са постосновним образовањем                                    | 16418    |
| 117 | Мушко становништво старије од 18 година са постосновним образовањем                              | 7461     |
| 118 | Женско становништво старије од 18 година са постосновним образовањем                             | 8957     |
| 119 | Просечна оцена школовања                                                                         | 7.19     |
| 120 | Просечан ниво образовања мушке популације                                                        | 7.17     |
| 121 | Просечан ниво образовања женског становништва                                                    | 7.2      |
| 122 | Економски активно становништво                                                                   | 38938    |
| 123 | Економски активна мушка популација                                                               | 27525    |
| 124 | Економски активна женска популација                                                              | 11413    |
| 125 | Становништво које није економски активно                                                         | 44997    |
| 126 | Мушко становништво које није економски активно                                                   | 11482    |
| 127 | Женско становништво које није економски активно                                                  | 33515    |
| 128 | Запослено становништво                                                                           | 35639    |
| 129 | Запослено мушко становништво                                                                     | 24593    |
| 130 | Запослено женско становништво                                                                    | 11046    |
| 131 | Незапослена популација                                                                           | 3299     |
| 132 | Незапослена мушка популација                                                                     | 2932     |
| 133 | Незапослена женска популација                                                                    | 367      |
| 134 | Становништво без права на здравствене услуге                                                     | 31364    |
| 135 | Становништво које има право на здравствене услуге                                                | 76917    |
| 136 | Становништво које има право на ИМСС                                                              | 17436    |
| 137 | Становништво које има право на социјално осигурање                                               | 6434     |
| 138 | Становништво које има право на државно социјално осигурање                                       | 168      |
| 139 | Становништво које има право на опште осигурање или здравствено осигурање за нову генерацију      | 52215    |
| 140 | Становништво које је било једном или није било у браку током 12 година и више                    | 28781    |
| 141 | Венчано или уједињено становништво од 12 година и више                                           | 47862    |
| 142 | Становништво које је било у браку или уједињено 12 година и више                                 | 7607     |
| 143 | Становништво са католичком религијом                                                             | 103424   |
| 144 | Протестанти, еванђелисти и библијски следбеници различити од еванђелиста                         | 3022     |
| 145 | Становништво са другим религијама различитим од претходних                                       | 31       |
| 146 | Становништво без религије                                                                        | 1271     |
| 147 | Укупно пописаних домаћинства                                                                     | 27419    |
| 148 | Пописна домаћинства на челу са мушкарцима                                                        | 20197    |
| 149 | Пописна домаћинства на челу са женама                                                            | 7222     |
| 150 | Становништво у пописним домаћинствима                                                            | 108260   |
| 151 | Становништво у пописним домаћинствима на челу са мушкарцима                                      | 83795    |
| 152 | Становништво у пописним домаћинствима на челу са женама                                          | 24465    |
| 153 | Укупно домаћинстава                                                                              | 39391    |
| 154 | Укупно насељених домаћинстава                                                                    | 27606    |
| 155 | Укупно приватних кућа                                                                            | 39204    |
| 156 | Насељени приватни домови                                                                         | 27419    |
| 157 | Укупно насељених приватних кућа                                                                  | 27598    |
| 158 | Ненасељене приватне куће                                                                         | 7492     |
| 159 | Појединачна домаћинства за привремену употребу                                                   | 4293     |
| 160 | Становници у насељеним приватним кућама                                                          | 108260   |
| 161 | Насељеност станара у приватним становима                                                         | 3.95     |
| 162 | Просечно становника по соби у приватним насељеним домаћинствима                                  | 1.04     |
| 163 | Појединачна домаћинства са подовима од различитих материјала од земље                            | 26652    |
| 164 | Појединачна домаћинства у приземљу                                                               | 666      |
| 165 | Појединачна домаћинства са једном спаваћом собом                                                 | 8814     |
| 166 | Појединачна домаћинства са две спаваће собе и више                                               | 18509    |
| 167 | Појединачна домаћинства са једним собом                                                          | 850      |
| 168 | Појединачна домаћинства са две собе                                                              | 4272     |
| 169 | Појединачна домаћинства са 3 собе и више                                                         | 22183    |
| 170 | Појединачна домаћинства која имају електрично светло                                             | 26974    |
| 171 | Појединачна домаћинства која немају електрично светло                                            | 357      |
| 172 | Појединачна домаћинства која имају водоводну воду у стамбеном простору                           | 25879    |
| 173 | Појединачна домаћинства која немају водоводну воду у стамбеном простору                          | 1431     |
| 174 | Појединачна домаћинства која имају тоалет                                                        | 25760    |
| 175 | Појединачна домаћинства која имају канализацију                                                  | 25462    |
| 176 | Појединачна домаћинства која немају канализацију                                                 | 1813     |
| 177 | Појединачна домаћинства која имају електрично светло, довод воде из јавне мреже и канализацију   | 24324    |
| 178 | Појединачна домаћинства без икаквих услова                                                       | 363      |
| 179 | Појединачна домаћинства која имају радио                                                         | 22773    |
| 180 | Појединачна домаћинства која имају телевизор                                                     | 26145    |
| 181 | Појединачна домаћинства која имају фрижидер                                                      | 23819    |
| 182 | Појединачна домаћинства која имају машину за веш                                                 | 19690    |
| 183 | Појединачна домаћинства која имају аутомобил или комби                                           | 11462    |
| 184 | Појединачна домаћинства која имају рачунар                                                       | 4599     |
| 185 | Појединачна домаћинства која имају фиксну телефонску линију                                      | 11977    |
| 186 | Појединачна домаћинства која имају мобилни телефон                                               | 15211    |
| 187 | Појединачна домаћинства која имају приступ интернету                                             | 2971     |